# Peorth
| Nombre            | Protonórdico    | Anglosajón  |
| Nombre            | *Perþō(?)       | Peorð       |
| Forma             | Futhark antiguo | Futhorc     |
| Forma             |                 |             |
| Unicode           | ᛈ U+16C8        | ᛈ U+16C8    |
| Transliteración   | p               | p           |
| Transcripción     | p               | p           |
| FIA               | [p]             | [p]         |
| Puesto alfabético | 14              | 14          |
| Ætt               | Ætt de Odín     | Ætt de Odín |

Peorth o peorð es el nombre anglosajón de la runa que representa el sonido p en el alfabeto futhorc  y en futhark antiguo, donde se denominaba  perþō, según la reconstrucción lingüística, de significado incierto. Esta runa no aparece en el futhark joven.  

## Etimología
El nombre de la runa no tiene significado en inglés antiguo. Según el manuscrito de Alcuino de York, del siglo IX (Codex Vindobonensis 795) las letras p  del alfabeto gótico  (basada en la griega Π) y la q  (una Π invertida) se llaman  "pairþra" y "qairþra", respectivamente. Nombres que derivan claramente el uno del otro. Estos nombres tampoco son comprensibles en gótico habiendo derivado directamente, como el nombre de otras runas, del futhark antiguo. Algo similar se haría en el futhorc en otra incorporación adaptando la forma y nombre de peorð para la runa labiovelar cweorð.
El término reconstruido lingüísticamente *perþō, *perðu o *perþaz podría referirse a la palabra protonordica *pera-trewô que significa peral (o bien a frutal en general), de la misma raíz que las palabras peral del gótico pairþra y el latín vulgar pirum .  Otra interpretación es que sea un instrumento musical corto de viento-madera.
Su significado no se aclara con la ambigua estrofa del poema rúnico  anglosajón en la que aparece, aunque podría apuntar a la segunda acepción:
| Poema rúnico anglosajón:                                                                            | Traducción: |
| peorð byþ symble plega and hlehter wlancum [on middum], ðar wigan sittaþ on beorsele bliþe ætsomne. | Peorð es la fuente de diversión y entretenimiento, para los orgullosos guerreros que se sientan juntos alegremente en la taberna. |

Looijenga  especula que la runa peorð aparece como una variación de la runas berkana en paralelo con la letra Ogam peith. El contexto incierto de la runa es una consecuencia de la rareza del fonema p en protonórdico, siendo además  escaso el fonema b (una p glotalizada) en el proto-indoeuropeo.

## Registros
El primer registro histórico donde aparece la runa es en el abecedario furthark de la piedra de Kylver (datada alrededor del 400). El ejemplo más antiguo en el que aparece en un contexto lingüístico, es ya como runa del futhorc, es en las inscripciones de las moneda de Kent II, III y IV coin inscriptions (en los nombres de persona pada y æpa/epa), datadas aproximadamente en el 700. En el  ataúd de san Cutberto (698) aparece una runa peorð en lugar de la letra griega Ρ. El palo de tejo de Westeremden (alrededor del 750) tiene la inscripción en la que aparece en las frases op hæmu "en casa" y up duna "sobre la colina".
Esta runa desaparece en el futhark joven asumiendo la runa berkana la representación tanto de sonido /p/ como del /b/, como se ve en la inscripción de piedra rúnica de Skarpaker:
iarþ sal rifna uk ubhimin
Para la frase en nórdico antiguo:
Jörð skal rifna ok upphiminn. (La tierra será arrendada, y los cielos que están encima)